# Frank Puaux
Jean Alexandre Frank Puaux, född den 26 november 1844 i Luneray, departementet Seine-Inférieure, död den 11 april 1922 i Paris, var en fransk reformert präst. Han var son till François Puaux, far till René och Gabriel Puaux samt morfars far till Frank Belfrage.
Efter studier i Genève och Montauban utnämndes Puaux till pastor vid franska reformerta kyrkan i Stockholm 1868. Vid fransk-tyska krigets utbrott återvände han till fosterlandet för att ägna sig åt de sårades vård. Puaux kom tillbaka till Stockholm i oktober 1870, men tog avsked i januari 1871. Efter återkomsten till Frankrike ägnade han sig åt historiska forskningar om franska reformationen. Puaux var medarbetare i Encyclopédie des sciences religieuses (utgiven av Frédéric Lichtenberger) och i Bulletin de l'histoire du protestantisme français  samt ledde under många år, efter Edmond de Pressensé, Revue chrétienne. Han efterträdde i december 1909 Fernand de Schickler som president i Société de l'histoire du protestantisme français, vars bibliotek i Paris var känt av alla forskare för sin rikedom på dokument rörande franska reformationen. 
Puaux författade Les précurseurs français de la tolérance au XVII:e siècle (1878), Les Bassoutos, une mission au sud de l'Afrique (1881), La dernière requête de la France à Louis XIV (1885), Études sur la révocation de l'édit de Nantes (tillsammans med Auguste Sabatier, 1886), L'instruction primaire dans les colonies françaises (1889), Les oeuvres du protestantisme français au XIX:e siècle (1893; för världsutställningen i Chicago), L'esprit de la Réforme (1901) och L'église réformée de France (1905). Två av honom i Vetenskapsakademien i Stockholm 1870 hållna föredrag är utgivna under titeln Le père Hyacinthe et son église (1870). Slutligen föreligger av Puaux en Histoire de l'établissement des protestants français en Suéde (1891).